# Bosseveerhoeve

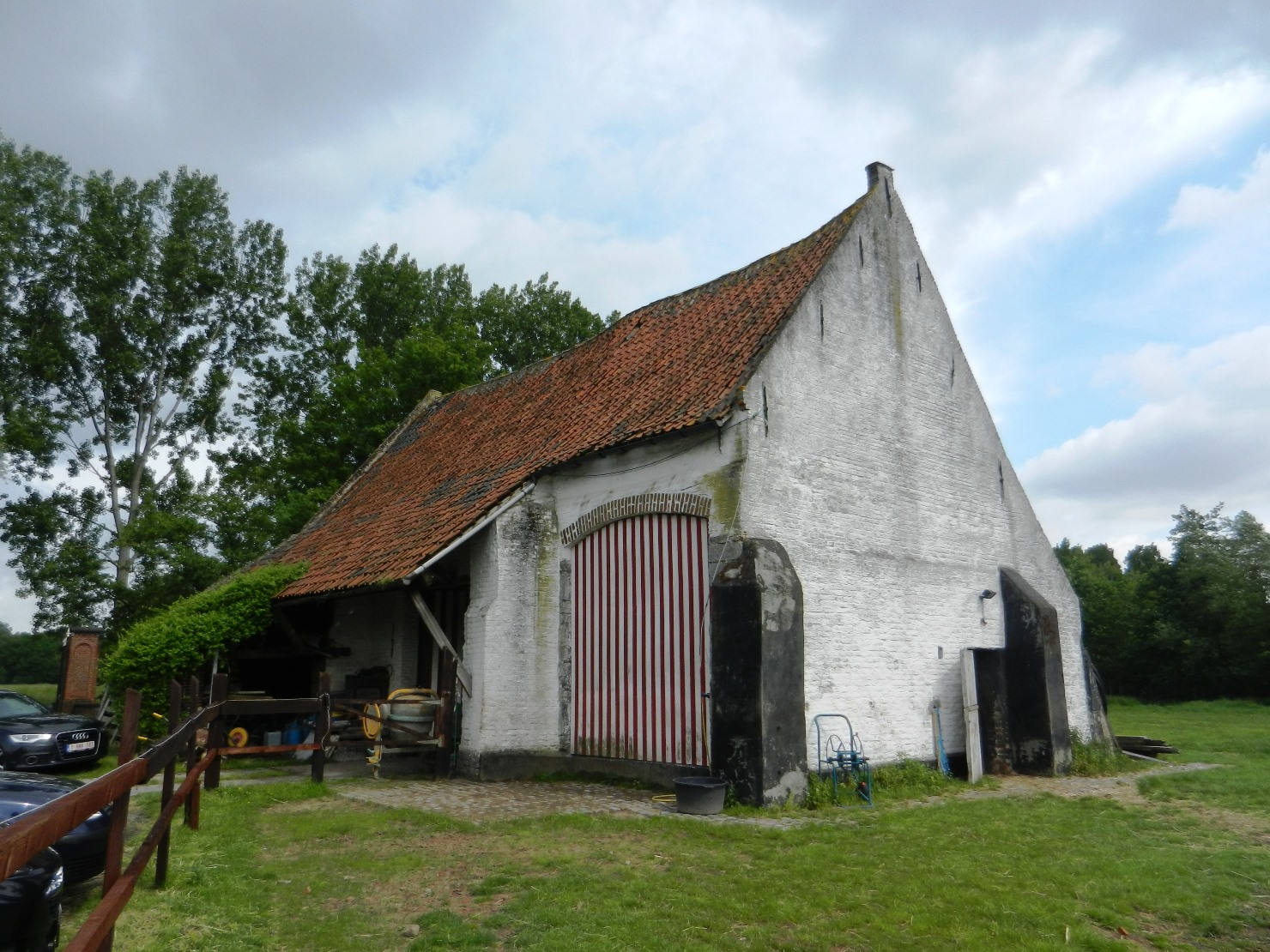
Bosseveerhoeve

De Bosseveerhoeve is een hoeve in de tot de Oost-Vlaamse gemeente Destelbergen behorende plaats Heusden, gelegen aan de Molenweidestraat 24-32.

## Geschiedenis
Deze hoeve behoorde aanvankelijk toe aan de Abdij Nieuwenbosch, dat in 1246 bij het Scheldeveer te Heusden was gebouwd. Het klooster werd in 1579, tijdens de Beeldenstorm, verwoest en in Gent werd een nieuw klooster gesticht. Omstreeks 1630 werd, mogelijk met materiaal van het verwoeste klooster, een nieuwe pachthoeve gebouwd dan wel de reeds bestaande pachthoeve hersteld.
Toen in 1882 de Schelde werd rechtgetrokken kwam een groot deel van de kloostersite op het grondgebied van Melle te liggen.
De hoeve bestaat uit losse gebouwen zoals het woonhuis, in 1630 of kort daarna gebouwd. Het werd in de 18e en 19e eeuw nog uitgebreid.
De bedrijfsgebouwen zijn van 1890 en omvatten stallen en een dwarsschuur, terwijl de in het gebouw opgenomen duiventoren van oudere datum is. Dan is er nog een bakhuis van eind 19e eeuw en een dwarsschuur die vermoedelijk in de 17e eeuw werd gebouwd en elementen van de middeleeuwse abdijschuur bevat.